# Джек Макдафф
Бра́зер Джек Макда́фф (англ. Brother Jack McDuff), справжнє ім'я Ю́джин Макда́ффі (англ. Eugene McDuffy; 17 вересня 1926, Шампейн, Іллінойс — 23 січня 2001, Міннеаполіс, Міннесота) — американський джазовий органіст.

## Біографія
Народився 17 вересня 1926 року в Шампейні, штат Іллінойс. Починав як басист і грав з Денні Цейтліном і Джо Фарреллом. Брав приватні уроки в Цинциннаті. Самостійно навчився грати на органі та фортепіано у середині 1950-х років.
Очолював власний гурт на початку 1950-х; потім грав з Портером Кілбертом, Едді Чемблі в Чикаго (1957), Віллісом Джексоном (1957—58). Також грав з Джонні Гріффіном, Максом Роучем в Чикаго в 1950-х. Власник музичного клубу запропонував йому переключитися на орган. З 1959 року очолив власний гурт із саксофоністом Гарольдом Віком та ударником Джо Дюксом. Гастролював в США та Європі і записувався з такими музикантами як Джо Гендерсон, Джордж Бенсон, Пет Мартіно.
У 1960 році дебютував на лейблі Prestige в якості соліста, записавши альбом Brother Jack; працював на цьому лейблі до 1966 року, де давав можливість кожному сайдмену записуватися сольно (наприклад, на дебютному альбомі Джорджа Бенсона The New Boss Guitar of George Benson, йому акомпанував гурт Макдаффа). Акомпанував Шейкі Джейку (1961), Кінгу Кертісу, Гранту Гріну (1961), Джиммі Візерспуну (1967). Записувався на лейблах Atlantic (1966—67), Cadet (1968—75) і Blue Note (1969—70).
У 1970-х і 1980-х експериментував з електронними клавішними, однак без великого успіху. У 1990-х повернувся до органу B3 і підписав контракт з лейблом Concord Jazz. Виступав в Японії і Бермудських островах.
Помер 23 січня 2001 року в Міннеаполісі, штат Міннесота від серцевої недостатності у віці 74 років.

## Дискографія
- Brother Jack (Prestige, 1960) з Біллом Дженнігсом
- Tough 'Duff (Prestige, 1960) з Джиммі Форрестом
- The Honeydripper (Prestige, 1961)
- Screamin' (Prestige, 1962)
- A Change Is Gonna Come (Atlantic, 1966)
- Tobacco Road (Atlantic, 1967)
- Do It Now! (Atlantic, 1967)
- The Natural Thing (Cadet, 1968)
- Down Home Style (Blue Note, 1969)
- Moon Rappin' (Blue Note, 1969)